# Allons (Alpes de Alta Provenza)
 Allons  es una población y comuna francesa, en la región de Provenza-Alpes-Costa Azul, departamento de Alpes de Alta Provenza, en el distrito de Castellane y cantón de Saint-André-les-Alpes.

## Demografía
| 330 | 350 | 359 | 467 | 466 | 517 | 408 | 378 | 355 | 340 | 315 | 284 | 292 | 277 | 272 | 214 | 195 | 173 | 194 | 187 | 179 | 176 | 163 | 145 | 112 | 96 | 61 | 64 | 65 | 62 | 73 | 81 |
| Para los censos de 1962 a 1999 la población legal corresponde a la población sin duplicidades (Fuente: INSEE [Consultar]) |     |     |     |     |     |     |     |     |     |     |     |     |     |     |     |     |     |     |     |     |     |     |     |     |    |    |    |    |    |    |    |